# Sideroxylon ekmanianum
Sideroxylon ekmanianum là một loài thực vật có hoa trong họ Hồng xiêm. Loài này được (Urb.) Bisse, J.E.Gut. & Iglesias mô tả khoa học đầu tiên năm 2000.